# Kilian Langrieger
Kilian Langrieger (* 21. Januar 1999 in München) ist ein deutscher Pianist.

## Werdegang
Kilian Langrieger stammt aus Schierling im Landkreis Regensburg. Ab 2009 sang er bei den Regensburger Domspatzen und besuchte das dortige Musikgymnasium. Im selben Jahr bestand er die Aufnahmeprüfung für ein Jungstudium an der HfKM Regensburg. Nach seinem Abitur 2018 begann er ein Klavierstudium bei Massimiliano Mainolfi am Conservatorio di Musica „F. A. Bonporti“ in Trient (Italien), das er 2022 mit dem Bachelor abschloss.
Langrieger besuchte Meisterkurse bei Karl Betz, Alexander Kobrin, Andreas Fröhlich, Alfredo Perl, Konrad Elser und Peter Bruns und mit seinem Partner Leon Dreher Kurse für Kammermusik und Lied-Duo bei Benjamin Appl. Er ist seit Ende 2022 Mitglied des Vokalensembles Audi Jugendchorakademie.

## Konzerttätigkeit
Langrieger konzertierte beispielsweise im Festsaal des Bezirks Oberpfalz in Regensburg, im ARTO∩ICO∩ Unterlaichling, im Kulturhaus Neutraubling, der Achentalhalle „Altes Bad“ Unterwössen, im Saal von St. Wolfgang in Regensburg, im Kulturzentrum Aventinum Abensberg, im Rossini-Saal Bad Kissingen (Liederabend mit Leon Dreher), im Bürgersaal Wörth an der Donau, in St. Jakob Lauf an der Pegnitz, im Pfarrheim Aschau, als Klaviersolist zusammen mit dem Hallertauer Kammerorchester mit J. S. Bachs Klavierkonzert d-Moll in Mainburg und in der Schlosskirche Meiningen. 2023 trat er als „Young Talent“ beim Canterbury Festival auf.

## Preise und Auszeichnungen
- 2014: 2. Preis im Landeswettbewerb von Jugend musiziert[1]
- 2017: 1. Preis im Landeswettbewerb und 2. Preis im Bundeswettbewerb von Jugend musiziert[1]
- 2018: Stipendium der Hildegard-Schmalz-Musikstiftung Regensburg[2]
- 2019: geteilter 1. Preis beim 2. Internationalen Nachwuchs-Klavierwettbewerb „Città di Oleggio“ (Italien)[13]
- 2024: Jugendkulturpreis des Landkreises Regensburg[14]

## Diskografie
- Sonnenaufgang. Werke von Bach, Beethoven, Schumann, Brahms, Chopin, Rachmaninow, Mendelssohn Bartholdy, Liszt. Eigenproduktion 2018